# スペイン革のブーツ
「スペイン革のブーツ」（原題： Boots of Spanish Leather）は、ボブ・ディランが1964年に発表した楽曲。

## 概要
1963年8月7日、ニューヨークのコロムビア・レコーディング・スタジオで録音された。1964年1月13日発売の3作目のアルバム『時代は変る』に収録。
別バージョンは以下のとおり。
- 1963年4月に録音されたデモ。一般にウィットマーク・デモと呼ばれる。『ザ・ブートレッグ・シリーズ第9集：ザ・ウィットマーク・デモ』（2010年）に収録。
- 1963年4月12日、ニューヨークのタウン・ホールで行われたライブ。『The 50th Anniversary Collection 1963』（2013年）に収録。
- 1963年4月26日、ラジオ番組「Studs Terkel Wax Museum」にて演奏。同上。
- 1963年10月26日、ニューヨークのカーネギー・ホールで行われたライブ。『Live at Carnegie Hall 1963』（2005年）に収録。
- 1996年8月3日、ジョージア州アトランタで行われたライブ。シングル「ノット・ダーク・イェット」の4トラック盤（1998年）に収録。
- 1998年6月21日、イギリスのグラスゴーで行われたライブ。シングル「ノット・ダーク・イェット」の日本EP盤（1999年）に収録。

歌詞は若い恋人同士が交互に歌うという形式をとっている。最初に女が「愛する人よ／朝には私は旅立つ／海の彼方からあなたに送れるものはあるかしら？／降り立ったその場所から」と問いかけると、男は「愛する人よ／何も送らなくていいんだよ／欲しいものはない／君がまっさらのまま帰ってくれさえすれば／孤独な海の彼方から」と答える。

## カバー・バージョン
- ジョーン・バエズ - 1968年のアルバム『Any Day Now』に収録。
- リッチー・ヘブンス - 1968年のアルバム『Electric Havens』に収録。
- ナンシー・グリフィス - 1993年のアルバム『Other Voices, Other Rooms』に収録。
- マイケル・ムーア - 2000年のアルバム『Jewels and Binoculars』に収録。
- ニック・ジョーンズ - 2001年のライブ・アルバム『Unearthed』に収録。